# 1998 în științifico-fantastic
- 1997 în științifico-fantastic — 1998 în științifico-fantastic — 1999 în științifico-fantastic

1998 în științifico-fantastic a implicat o serie de evenimente:

## Nașteri și decese

### Decese
- Genrich Altshuller (n. 1926)
- Jerome Bixby (n. 1923)
- Jo Clayton (n. 1939)
- Alain Dorémieux (n. 1933)
- Georgi Gurevici (n. 1917)
- Ted Hughes (n. 1930)
- Ernst Jünger (n. 1895)
- Manuel van Loggem (n. 1916)
- Robert A. W. Lowndes (n. 1916)
- Peter Terrid (n. 1949)
- Ian Wallace (n. 1912)

## Filme
| Titlu                   | Regizor              | Distribuție                                                                | Țara                       | Sub-Gen /Note |
| ----------------------- | -------------------- | -------------------------------------------------------------------------- | -------------------------- | ------------- |
| Andromedia              | Takashi Miike        | Hiroko Shimabukuro, Eriko Imai, Kenji Harada                               | Japonia                    |               |
| Armageddon              | Michael Bay          | Bruce Willis, Billy Bob Thornton, Liv Tyler, Ben Affleck, Will Patton      | Statele Unite ale Americii | [ 2 ]         |
| Dark City               | Alex Proyas          | Rufus Sewell, Kiefer Sutherland, Jennifer Connelly                         | Statele Unite ale Americii | [ 3 ]         |
| Deep Impact             | Mimi Leder           | Robert Duvall, Téa Leoni, Elijah Wood                                      | Statele Unite ale Americii |               |
| Deep Rising             | Stephen Sommers      | Treat Williams, Famke Janssen, Anthony Heald                               | Statele Unite ale Americii |               |
| Disturbing Behavior     | David Nutter         | James Marsden, Katie Holmes, Nick Stahl                                    | Statele Unite ale Americii |               |
| The Faculty             | Robert Rodriguez     | Clea DuVall, Josh Hartnett, Elijah Wood                                    | Statele Unite ale Americii |               |
| Godzilla                | Roland Emmerich      | Matthew Broderick, Jean Reno, Maria Pitillo                                | [ 4 ]                      |               |
| Lost in Space           | Stephen Hopkins      | William Hurt, Mimi Rogers, Heather Graham, Matt LeBlanc, Gary Oldman       | Statele Unite ale Americii |               |
| New Rose Hotel          | Abel Ferrara         | Christopher Walken, Willem Dafoe, Asia Argento                             | Statele Unite ale Americii |               |
| Shepherd (Păstorul)     | Peter Hayman         | C. Thomas Howell, Roddy Piper, David Carradine                             | Canada                     |               |
| Pi                      | Darren Aronofsky     | Sean Gullette, Mark Margolis, Ben Shenkman                                 | Statele Unite ale Americii | [ 5 ]         |
| Six-String Samurai      | Lance Mungia         | Jeffrey Falcon, Justin McGuire, Stephane Gauger                            | Statele Unite ale Americii |               |
| Skyggen                 | Thomas Borch Nielsen | Lars Bom, Puk Scharbau, Jørgen Kiil                                        | Danemarca                  |               |
| Soldier                 | Paul W. S. Anderson  | Kurt Russell, Jason Scott Lee, Connie Nielsen                              | Statele Unite ale Americii |               |
| Species II              | Peter Medak          | Michael Madsen, Natasha Henstridge, Marg Helgenberger                      | Statele Unite ale Americii |               |
| Sphere                  | Barry Levinson       | Dustin Hoffman, Sharon Stone, Samuel L. Jackson                            | Statele Unite ale Americii |               |
| Spriggan                | Hirotsugu Kawasaki   |                                                                            | Japonia                    | Anime         |
| Star Trek: Insurrection | Jonathan Frakes      | Patrick Stewart, Jonathan Frakes, Brent Spiner, LeVar Burton, Donna Murphy | Statele Unite ale Americii |               |
| The Truman Show         | Peter Weir           | Jim Carrey, Laura Linney, Ed Harris, Noah Emmerich, Natascha McElhone      | Statele Unite ale Americii | [ 6 ]         |
| The X-Files             | Rob Bowman           | David Duchovny, Gillian Anderson, Martin Landau                            | Statele Unite ale Americii |               |
|                         |                      |                                                                            |                            |               |

## Premii

### Premiul Hugo
Premiile Hugo decernate la Worldcon pentru cele mai bune lucrări apărute în anul precedent:
- Premiul Hugo pentru cel mai bun roman: Pace eternă de Joe Haldeman
- Premiul Hugo pentru cea mai bună povestire:
- Premiul Hugo pentru cea mai bună prezentare dramatică:
- Premiul Hugo pentru cea mai bună revistă profesionistă:
- Premiul Hugo pentru cel mai bun fanzin:

### Premiul Nebula
Premiile Nebula acordate de Science Fiction and Fantasy Writers of America pentru cele mai bune lucrări apărute în anul precedent:
- Premiul Nebula pentru cel mai bun roman: Pace eternă de Joe Haldeman
- Premiul Nebula pentru cea mai bună nuvelă:
- Premiul Nebula pentru cea mai bună povestire:

### Premiul John W. Campbell Memorial
- Pace eternă de Joe Haldeman

### Premiul Saturn
Premiile Saturn sunt acordate de Academy of Science Fiction, Fantasy and Horror Films:
- Premiul Saturn pentru cel mai bun film științifico-fantastic: Armageddon și  Orașul întunecat